# Tomislav Štrkalj
Tomislav Štrkalj (Zagabria, 2 agosto 1996) è un calciatore croato, attaccante del Tractor Sazi.

## Statistiche

### Presenze e reti nei club
Statistiche aggiornate al 26 maggio 2018.
| Stagione        | Squadra          | Campionato      | Campionato | Campionato | Coppe nazionali | Coppe nazionali | Coppe nazionali | Coppe continentali | Coppe continentali | Coppe continentali | Altre coppe | Altre coppe | Altre coppe | Totale | Totale |
| Stagione        | Squadra          | Comp            | Pres       | Reti       | Comp            | Pres            | Reti            | Comp               | Pres               | Reti               | Comp        | Pres        | Reti        | Pres   | Reti   |
| --------------- | ---------------- | --------------- | ---------- | ---------- | --------------- | --------------- | --------------- | ------------------ | ------------------ | ------------------ | ----------- | ----------- | ----------- | ------ | ------ |
| 2015-2016       | Osijek           | 1. HNL          | 11         | 0          | CC              | 2               | 1               | -                  | -                  | -                  | -           | -           | -           | 13     | 1      |
| lug.-ago. 2016  | Osijek           | 1. HNL          | 1          | 0          | CC              | -               | -               | -                  | -                  | -                  | -           | -           | -           | 1      | 0      |
| Totale Osijek   | Totale Osijek    | Totale Osijek   | 12         | 0          |                 | 2               | 1               |                    | -                  | -                  |             | -           | -           | 14     | 1      |
| ago. 2016-2017  | Sesvete          | 2. HNL          | 31         | 9          | -               | -               | -               | -                  | -                  | -                  | -           | -           | -           | 31     | 9      |
| 2017-gen. 2018  | Cibalia Vinkovci | 1. HNL          | 18         | 3          | CC              | 2               | 0               | -                  | -                  | -                  | -           | -           | -           | 20     | 3      |
| gen.-giu. 2018  | Santarcangelo    | C               | 11+2       | 1          | CI-C            | -               | -               | -                  | -                  | -                  | -           | -           | -           | 13     | 1      |
| Totale carriera | Totale carriera  | Totale carriera | 72+2       | 13         |                 | 4               | 1               |                    | -                  | -                  |             | -           | -           | 78     | 14     |

## Palmarès

### Club

#### Competizioni nazionali
- Campionato iraniano: 1

Tractor: 2024-2025
- Supercoppa d'Iran: 1

Tractor: 2025